# Бродвел (Илиноис)
Бродвел (енгл. Broadwell) град је у америчкој савезној држави Илиноис.

## Демографија
По попису из 2010. године број становника је 145, што је 24 (-14,2%) становника мање него 2000. године.
| Група             | 2000.        | 2010.       |
| Белци             | 169 (100,0%) | 143 (98,6%) |
| Афроамериканци    | 0 (0,0%)     | 1 (0,7%)    |
| Азијати           | 0 (0,0%)     | 0 (0,0%)    |
| Хиспаноамериканци | 0 (0,0%)     | 1 (0,7%)    |
| Укупно            | 169          | 145         |